# Tercera legislatura de les Illes Balears
La Tercera legistatura de les Illes Balears fou la tercera legislatura autonòmica de les Illes Balears i va abastar el període de 4 anys entre 1991 i 1995. La sessió constitutiva se celebrà el 19 de juny de 1991, en què Cristòfol Soler Cladera del Partit Popular fou elegit President del Parlament. El dia 28 de juny, Gabriel Cañellas Fons del Partit Popular fou reelegit President del Govern amb 31 vots a favor, 26 en contra i 2 abstencions.

## Eleccions
Sis formacions polítiques obtingueren representació al Parlament de les Illes Balears en la Tercera Legislatura. 
| Candidatures | Candidatures                                           | Vots    | % Vot | Escons |
| ------------ | ------------------------------------------------------ | ------- | ----- | ------ |
|              | Partit Popular-Unió Mallorquina (PP-UM)                | 160.512 | 47,32 | 31     |
|              | Partit Socialista de les Illes Balears (PSIB-PSOE)     | 102.060 | 30,09 | 21     |
|              | Partit Socialista de Mallorca(PSM-NM)                  | 23.914  | 7,05  | 3      |
|              | Entesa de l'Esquerra de Menorca (EEM)                  | 4.654   | 1,37  | 2      |
|              | Unió Independent de Mallorca (UIM)                     | 8.429   | 2,49  | 1      |
|              | Federació d'Independents d'Eivissa i Formentera (FIEF) | 2.468   | 0,73  | 1      |

## Govern
En aquesta legislatura el Govern de les Illes Balears va ser un govern de la coalició del Partit Popular i Unió Mallorquina. El govern va estar encapçalat per Gabriel Cañellas com a President del Govern, acompanyat d'un equip de govern d'entre 10 i 11 conselleries.